# Stapelia acuminata
Stapelia acuminata är en oleanderväxtart som beskrevs av Mass.. Stapelia acuminata ingår i släktet Stapelia och familjen oleanderväxter. Inga underarter finns listade i Catalogue of Life.